# Alexandre Melnik (réalisateur)
Pour les articles homonymes, voir Alexandre Melnik et Melnik.
Alexandre Vladimirovitch Melnik (en russe : Александр Владимирович Мельник), né le 11 juin 1958 dans le village Tchervonopartyzansk (raïon de Sverdlovski, Vorochilovogradskoï oblast, URSS) et mort le 8 septembre 2021 à Norilsk (kraï de Krasnoïarsk, Russie), est un réalisateur  et scénariste soviétique puis russe, membre de la Guilde des réalisateurs de Russie.

## Biographie
En 1980, Alexandre Melnik termine ses études d'ingénieur hydrologue à l'Université d'État d'écologie d'Odessa. Il travaille à la station polaire de la mer des Laptev, département d'hydrométrie. Il participe à des expéditions d'hydrographie dans les bassins de l'océan Arctique et de l'océan Pacifique.
- de 1980 à 1982, il sert dans les rangs de l'Armée de terre soviétique.
- de 1984 à 1992, il est correspondant pour la rédaction du journal Moldavie soviétique et Le soir de Chișinău. Il est l'auteur du livre Chaude épreuve (Горячее опробование) (1988), du livre Le Miroir fou (Безумное зеркало) (1991) et de plusieurs pièces de théâtre.
- de 1992 à 1997, il est directeur général des éditions Andreevski Flag à Moscou[3].
- de 1992 à 2006, il est président de l'organisme public Fond André Pervozvannovo (Fond André l'apôtre)[4]
- de 2001 à 2006, il est président de l'organisation publique Centre national à la gloire de la Russie[5]
- depuis 2006 il est réalisateur de cinéma.

Alexandre Melnik est directeur général de la compagnie Andreevski Flag, membre de l'Union des cinématographistes de Russie, membre de l'Académie d'art cinématographique Nika, et lauréat du prix Nika. En novembre 2018, il présente son film Le Territoire lors de la 16e semaine du nouveau cinéma russe à Paris.
Il meurt accidentellement le 8 septembre 2021 à Norilsk en même temps qu'Evgueni  Zinitchev, ministre russe des Situations d'urgence, qui tentait de le sauver,.

### Famille
Alexandre Melnik est le père du producteur Anton Melnik.

## Filmographie
- 2008 : Terre neuve (Новая Земля, Novaya Zemlya) : réalisateur, scénariste et producteur
- 2015 : Le Territoire (Территория, Territoriya) : réalisateur